# بيتر ناغي (لاعب كرة مضرب)
بيتر ناغي (بالمجرية: Nagy Péter)‏ هو لاعب كرة مضرب مجري، ولد في 17 مارس 1992 في بودابست في المجر.

## وصلات خارجية
- بيتر ناغي على موقع رابطة محترفي التنس (الإنجليزية)
- بيتر ناغي على موقع الاتحاد الدولي لكرة المضرب (الإنجليزية)
- بيتر ناغي على موقع كأس ديفيز (الإنجليزية)
- بيتر ناغي على موقع خلاصة التنس.كوم (الإنجليزية)